# ريفيرا (أوروغواي)
ريفيرا هي قسم من مقاطعة ريفيرا، في الأوروغواي.
الحدود البرازيلية تربطها مع المدينة البرازيلية سانتا لوفيرمينتو، وهي على بعد شارع واحد منها.
مع بعضهما البعض، المدينتان من مطقة متحضرة ومتطورة التي تحتوي على أكثر من 200.000 الف نسمة حسب إحصاء سكان لعام 2011, فأن هذه المنطقة هي سادس منطقة من حيث كثافة سكانية في الأوروغواي.

## الموقع
تقع مدينة ريفيرا على الحدود مع البرازيل مع النهاية الشمالية للطريق السريعه رقم 5 في أقليم الأوروغواي.

## التاريخ
في ال21 من شهر مارس عام 1860 تم إنشاء القرية تحت اسم (بيريرا).

## الكثافة السكانية
في عام 2011, كانت الكثافة السكانية لريفيرا 64,465 نسمة
| السنة | كثافة سكانية |
| ----- | ------------ |
| 1867  | 341          |
| 1889  | 1,000        |
| 1908  | 8,986        |
| 1963  | 41,266       |
| 1975  | 48,780       |
| 1985  | 57,314       |
| 1996  | 62,859       |
| 2004  | 64,426       |
| 2011  | 64,465       |

## أعلام
- بابلو بينغوتشيا
- لويس ريخو
- رودريجو مورا
- أباريسيو مينديس
- هوغو دي ليون
- ماوريسيو ليموس